# Please Mr. Postman
Please Mr. Postman var debutsingeln från The Marvelettes för Tamla (Motown). Det anmärkningsvärda med denna låt är att den var den första Motown-sång att nå en förstaplacering på Billboard Hot 100 Pop Singles Chart.
Den är komponerad av Robert Bateman, Georgia Dobbins, William Garrett, Freddie Gorman och Brian Holland.
"Please Mr. Postman" blev en listetta igen i början av 1975 då The Carpenters' cover också nådde toppositionen på Billboard Hot 100.

## Beatles version
Beatles hade spelat låten live 1961 – 1962 men fick ägna viss tid åt att åter repetera in den vid sessionen 30 juli 1963. Beatles version är snabbare än originalet. Låten kom med på Beatles andra LP ”With the Beatles” som utgavs i England 22 november 1963. I USA utgavs den 10 april 1964 på en LP vid namn ”The Beatles' Second Album”.